# Mỹ Hòa, Tân Lạc
Mỹ Hòa là một xã thuộc huyện Tân Lạc, tỉnh Hòa Bình, Việt Nam.
Xã Mỹ Hòa có diện tích 31,29 km², dân số năm 1999 là 3253 người, mật độ dân số đạt 104 người/km².